# Bovete
Bovete (Fagopyrum esculentum (Moench)) är en växt vars frukter används för att göra mjöl och gryn. Även det sibiriska bovetet (Fagopyrum tataricum) används på samma sätt i asiatiska länder, speciellt sydöstra Kina och Himalaya även på hög höjd. Den har ett högt näringsvärde med hög halt av antioxidanter och antiinflammatoriska effekter i sina flavonoider (rutin och quercetin) med viss bitter smak. Namnet till trots är bovete inget sädesslag, utan är nära släkt med rabarber och ängssyra, men används som ett och benämns som pseudosädesslag. Namnet kommer från nederländskans boekweit som betyder bok-vete, vilket syftar på att kornen liknar bokollon och deras smak och användning påminner om vete.

## Kultivering
Bovetet är ursprungligen asiatiskt, men nämns i svensk litteratur redan på 1600-talet. Det har antagits att det fördes till Europa av mongolerna.

## Odling
År 2009 var Kina och Ryssland de största producenterna av bovete.
Växten är frostkänslig. I Sverige odlas Fagopyrum esculentum eller "vanligt bovete" och Fagopyrum tataricum eller sibiriskt bovete i de södra delarna och mer omfattande upp till Värmland.

## Användning
Bovete har kommit till ny användning eftersom det saknar gluten och är därmed ett alternativ till andra mjöl- eller grynsorter för personer som lider av celiaki.
Mjöl av bovete används i bland annat poffertjes (nederländska plättar), blinier (ryska plättar), japansk soba, bretonska galettes, koreansk memil guksu och italiensk pizzoccheri.
I bovetets skal finns färgämnet fagopyrin som kan framkalla allergiska reaktioner. Genom att skölja bovetet i hett vatten förstör man ämnet.
De högsta koncentrationerna finns dock i bladen. Betande kreatur, som får, svin och nötkreatur som äter bovete kan drabbas av bovetesjuka eller fagopyrism, som i lindrigare fall yttrar sig genom rodnad och ömhet i huden, medan svårare förgiftningssymtom innebär svullnader i ögon och ögonlock, blåsor eller nekrotisering av huden och ljuskänslighet i huden. Symtomen försvinner dock så snart bovete tas bort från fodret.
Inom raw food-rörelsen är bovete populärt eftersom det innehåller mineraler och alla åtta essentiella aminosyror, samt till skillnad från till exempel vete är lättsmält. Fröna behöver dock blötläggas, och den gel som då bildas bör man noggrant skölja bort innan man äter bovetet. Dock tycks det råda viss oenighet om hur länge de bör ligga i blöt. Enligt danska raw food-förespråkaren Vibeke Amdisen bör de inte ligga i blöt längre än 30 minuter, medan svenska Erica Palmcrantz Aziz skriver att de kan blötläggas över natten.
I Japan blötläggs bovetefrön, i småskalig hantverksmässig produktion, ofta i porösa påsar (vattengenomsläppliga) i strömmande vatten i upp till tio dagar innan dessa torkas och mals för att användas som huvudingrediens till den japanska nudelvarianten soba.

## Produktion
| Nr                                                                    | Område                 | Produktion (ton) | Andel (%) |
| --------------------------------------------------------------------- | ---------------------- | ---------------- | --------- |
| 1                                                                     | Kina                   | 1 134 988        | 39,07     |
| 2                                                                     | Ryssland               | 931 713          | 32,08     |
| 3                                                                     | Frankrike              | 188 071          | 6,47      |
| 4                                                                     | Ukraina                | 137 010          | 4,72      |
| 5                                                                     | Polen                  | 93 599           | 3,22      |
| 6                                                                     | USA                    | 84 440           | 2,91      |
| 7                                                                     | Kazakstan              | 82 704           | 2,85      |
| 8                                                                     | Brasilien              | 66 173           | 2,28      |
| 9                                                                     | Litauen                | 53 426           | 1,84      |
| 10                                                                    | Japan                  | 29 000           | 1,00      |
| 11                                                                    | Lettland               | 25 300           | 0,87      |
| 12                                                                    | Belarus                | 18 495           | 0,64      |
| 13                                                                    | Tanzania               | 17 595           | 0,61      |
| 14                                                                    | Kanada                 | 15 000           | 0,52      |
| 15                                                                    | Nepal                  | 11 472           | 0,39      |
|                                                                       | Total världsproduktion | 2 905 294        | 100,00    |
| Källa: FN:s livsmedels- och jordbruksorganisation:s data för år 2018. |                        |                  |           |

## Näringsinnehåll
| Näringsämne | Näringsvärde (per 100 g livsmedel) | % av RDI (kvinnor 31-60 år) | % av RDI (män 31-60 år) |
| ----------- | ---------------------------------- | --------------------------- | ----------------------- |
| Protein     | 11,1 g                             | -                           | -                       |
| Fett        | 2,0 g                              | -                           | -                       |
| Kolhydrat   | 65,3 g                             | -                           | -                       |
| Fibrer      | 5,8 g                              | -                           | -                       |
| Vatten      | 14,0 g                             | -                           | -                       |
| Tiamin      | 0,39 mg                            | 35 %                        | 28 %                    |
| Folat       | 40 μg                              | 35 %                        | 28 %                    |
| Fosfor      | 320 mg                             | 53 %                        | 53 %                    |
| Vitamin B6  | 0,4 mg                             | 33 %                        | 25 %                    |
| Järn        | 3,8 mg                             | 25 %                        | 42 %                    |
| Kalcium     | 18,0 mg                            | 2 %                         | 2 %                     |
| Kalium      | 460 mg                             | 15 %                        | 13 %                    |
| Magnesium   | 180 mg                             | 64 %                        | 51 %                    |
| Selen       | 5,0 μg                             | 13 %                        | 10 %                    |
| Zink        | 2,5 mg                             | 36 %                        | 28 %                    |

## Hälsoeffekter
Bovete härstammar från antika Kina som "pseudospannmål" och spreds till Ryssland, enligt källor redan för 1000 år sedan. Det var den svenske botanisten Carl von Linné som klassificerade familjen Polygonaceae och som då odlades i Sverige och Europa. Örten kunde odlas på sandiga jordar och är rik på fullvärdigt protein, flavonoider och mineraler, samt är en naturligt kvävebindande gröda. Kvävegödsling och ogräsbekämpning är ej behövligt. Omfattande modern forskning har visat på hälsoeffekter både i djurstudier och i vetenskapligt upplagda koststudier på människor. Bovete (båda typer) har en signifikant kolesterolsänkande effekt, samt har antioxidant- och antiinflammatoriska (det tatariska bovetet) effekter mätt med biomarkörer, lungfunktion etc. Det är enligt vedertagna internationella standarder naturligt glutenfritt och innehåller viktiga spårelement t.ex. selen, järn och zink.  Forskning och undervisning av bovetets egenskaper som funktionell föda med utveckling av recept i olika  utvecklingsarbeten har bedrivits vid Uppsala Universitets utbildning vid Institutionen för Nutrition, liksom forskning vid Arbets- och miljömedicin, Uppsala Universitet.